# Кам'янська сільська рада (Середино-Будський район)
Ка́м'янська сільська́ ра́да — колишній орган місцевого самоврядування в Середино-Будському районі Сумської області. Адміністративний центр — село Кам'янка.

## Загальні відомості
- Населення ради: 436 осіб (станом на 2001 рік)

## Населені пункти
Сільській раді були підпорядковані населені пункти:
- с. Кам'янка

### Колишні населені пункти
- с. Високосів, зняте з обліку 2007 року
- с. Лужки, зняте з обліку 2007 року
- с. Пилипи, зняте з обліку 1993 року

## Склад ради
Рада складалася з 12 депутатів та голови.
- Голова ради: Фащук Олександр Михайлович

### Керівний склад попередніх скликань
| Прізвище, ім'я, по батькові | Основні відомості                                                             | Дата обрання | Дата звільнення |
| --------------------------- | ----------------------------------------------------------------------------- | ------------ | --------------- |
| Фащук Олександр Михайлович  | Сільський голова, 1955 року народження, освіта середня загальна, безпартійний | 26.03.2006   | 31.10.2010      |
| Фащук Олександр Михайлович  | Сільський голова, 1955 року народження, освіта середня загальна, безпартійний | 31.10.2010   |                 |

Примітка: таблиця складена за даними сайту Верховної Ради України